# Tmesipteris parva
Tmesipteris parva är en kärlväxtart som beskrevs av Elsie Maud Wakefield. Tmesipteris parva ingår i släktet Tmesipteris och familjen Psilotaceae. Inga underarter finns listade i Catalogue of Life.